# أكسل كوليت
أكسل كوليت (بالنرويجية البوكمول: Axel Collett)‏ هو مهندس نرويجي، ولد في 6 أغسطس 1880، وتوفي في 17 يناير 1968.